# خطوط عريضة للفيزياء
يُعرض المخطط التفصيلي الآتي لتوفير نظرة عامة وارشاد موضوعي عن الفيزياء.
الفيزياء – علم طبيعي يتضمن دراسة المادة وحركتها خلال الزمكان، بجانب المفاهيم ذات الصلة مثل الطاقة والقوة. وعلى نطاق أوسع، هي التحليل العام للطبيعة، التي تجرى من أجل فهم الكيفية التي يتصرف بها الكون.
يمكن وصف الفيزياء بكل ما يأتي:
- تخصص أكاديمي - واحد من الأقسام الأكاديمية والمناهج والدرجات العلمية. والمجتمعات الوطنية والدولية؛ والمجلات المتخصصة.
- مجال علمي (فرع من العلم) - سلسة معترف بها على نطاق واسع من الخبرات المتخصصة في مجال العلم، وعادة ما تشتمل على المصطلحات الخاصة بها والتسميات. وعادة ما يُمثل مثل هذا المجال من قبل مجلة علمية أو أكثر، حيث تُنْشر البحوث التي تتم مراجعتها من قبل الأقران.
  - علم طبيعي – علم يسعى إلى توضيح القواعد التي تحكم العالم الطبيعي باستخدام المنهج التجريبي والعلمي.
    - العلوم الفيزيائية – التي تدرس الأنظمة غير الحية.
    - علم بيولوجي - علم يدرس دور العمليات الفيزيائية في الكائنات الحية. انظر خطوط عريضة للفيزياء الحيوية.

## فروع الفيزياء
- علم الصوتيات – دراسة الموجات الميكانيكية في المواد الصلبة والسائلة والغازية (مثل الاهتزاز والصوت)
- فيزياء زراعية – دراسة الفيزياء المطبقة على الأنظمة البيئية الزراعية
  - فيزياء التربة – دراسة الخصائص الفيزيائية للتربة والعمليات التي تجري بها.
- فيزياء فلكية – دراسة الجوانب الفيزيائية للأجرام السماوية
- علم الفلك – يدرس الكون الذي يحيط بالأرض، بما في ذلك تَشَكُّله وتَطَوُّره، وتطور الفيزياء، والكيمياء، والأرصاد الجوية، وحركة الأجسام السماوية (مثل المجرات والكواكب وغيرها) والظواهر التي تنشأ خارج الغلاف الجوي للأرض (مثل الأشعة الكونية).
  - ميكانيكا مدارية – تطبيق حركة المقذوفات والميكانيكا السماوية على المشاكل العملية المتعلقة بحركة الصواريخ وغيرها من المركبات الفضائية الأخرى.
  - علم القياسات الفلكية – هو فرع من علم الفلك يتضمن دراسة القياسات بين مواقع وتحركات النجوم والأجسام السماوية الأخرى.
  - علم الفلك خارج المجري – أحد فروع علم الفلك الذي يهتم بدراسة الأجرام الفلكية خارج مجرة درب التبانة
  - علم الفلك المجري – دراسة مجرة درب التبانة وكل محتوياتها.
  - علم الكون الفيزيائي – يختص بدراسة البنية الواسعة النطاق للفضاء الكوني، ويهتم أيضا بالإجابة عن الأسئلة الأساسية حول بنية الكون ونشأته وتشكله وتطوره ومحاولة التنبؤ بطريقة نهاي
  - علم الكواكب – العلم الذي يدرس الكواكب (متضمنا كوكب الأرض)، الأقمار وأنظمة الكواكب وخاصة المتعلقة بالمجموعة الشمسية وعملية تكونهم.
  - علم الفلك النجمى – العلم الطبيعى الذي يتناول دراسة الأجسام السماوية (مثل النجوم والكواكب والمذنبات والسديم ومجموعات النجوم والمجرات) والظواهر التي تنشأ خارج الغلاف الجوي الأرض (مثل الأشعة الكونية)
  - فيزياء الغلاف الجوي – هي دراسة تطبيق الفيزياء على الغلاف الجوي.
  - فيزياء ذرية وجزيئية وبصرية – دراسة كيفية تفاعل المادة والضوء.
- الفيزياء الحيوية – علم متعدد التخصصات يستخدم أساليب ومناهج الفيزياء لدراسة النظم البيولوجية.
  - فيزياء طبية – تُطبق فيها مفاهيم ونظريات ومناهج الفيزياء في الطب
  - فيزياء عصبية – فرع من فروع الفيزياء الحيوية يتعامل مع الجهاز العصبي.
- فيزياء كيميائية – فرع من فروع الفيزياء الذي يدرس العمليات الكيميائية من وجهة نظر الفيزياء.
- فيزياء كلاسيكية - الفيزياء التي سبقت ظهور ميكانيكا الكم.
- فيزياء حاسوبية – تقوم بدراسة وتطبيق الخوارزميات على مسائل فيزيائية لها مسبقاً نظرية كمية لحلها.
- فيزياء المواد المكثفة – دراسة الخصائص الفيزيائية للمراحل المكثفة للمادة.
- تبريد عميق – هو العلم الذي يدرس توليد درجات الحرارة المنخفضة (أقل من - 150 درجة سيليزية، - 238 درجة فهرنهايت أو 123 كلفن) وحالة المواد في درجات الحرارة.
- الديناميكا – يقوم بدراسة مسببات الحركة وتغيراتها.
  - ديناميكا حرارية - دراسة العلاقة ما بين الحرارة والطاقة الميكانيكة.
- فيزياء اقتصادية – مجال بحثي متعدد التخصصات، حيث تطبق فيه النظريات والأساليب التي وضعت أصلا من قبل الفيزيائيين بهدف حل المشاكل الاقتصادية.
- كهرومغناطيسية – فرع من العلوم المعنية بالقوى التي تحدث بين الجسيمات المشحونة كهربائيا
- فيزياء الأرض – فيزياء الأرض وبيئتها في الفضاء؛ وكذلك دراسة الأرض باستخدام طرق فيزيائية كمية.
- هوميوكينتيكس (Homeokinetics) - فيزياء النظم المعقدة، التنظيم الذاتي
- فيزياء المواد – استخدام الفيزياء لوصف المواد في العديد من الطرق المختلفة مثل، قوة الضوء والحرارة والميكانيكا.
- فيزياء رياضية – تطبيق الرياضيات على المشاكل الفيزيائية وتطور الأساليب الرياضية لهذه التطبيقات ولصياغة النظريات الفيزيائية.
- ميكانيكا – فرع الفيزياء المعنية بسلوك الأجسام الجسدية عند تعرضها للقوى أو الإزاحة، والتأثيرات المتتالية للأجسام على بيئتها.
  - ديناميكا هوائية – تُعنَى بدراسة القُوى المؤثرة على جسم ما أثناء حركته في الهواء.
  - ميكانيكا حيوية – دراسة هياكل ووظائف النظم الأحيائية مثل البشر والحيوانات والنباتات والأعضاء والخلايا عن طريق استخدام منهج الميكانيكا.
  - ميكانيكا كلاسيكية – تعد إحدى المجالات الفرعية الرئيسية للميكانيكا، التي تهتم بدراسة مجموعة من القوانين الفيزيائية التي تصف حركة الأجسام في إطار نظام من القوات.
    - الكينماتيكا – أحد فروع علم الميكانيكا الكلاسيكية الذي يصف مفهوم الحركة الفيزيائي للأجسام بدون النظر في مسببات الحركة مثل الكتل أو القوى.[5][6][7]

  - ميكانيكا المتصل – فرع الميكانيكا التي تتعامل مع تحليل الكينماتيكا والسلوك الميكانيكي للمواد حيث تقوم بدراسة المادة المتصلة بما فيها الأجسام الصلبة والسوائل مهملة أي تأثير للبنية المتقطعة للمادة.
  - ميكانيكا الموائع – دراسة الموائع والقوى عليها.
    - فرع من ميكانيكا الموائع الذي يدرس توازن واستقرار السوائل وغازات.
    - دراسة تأثير القوى على حركة السوائل.

  - ميكانيكا الكم – فرع الفيزياء الذي يصف كميات منفصلة صغيرة من المادة والطاقة، حيث العمل هو على أمر ثابت بلانك.
  - الديناميكا الحرارية – فرع العلوم الفيزيائية المعنية بالحرارة حيث يدرس خواص انتقال الشكل الحراري للطاقة وتحولاته إلى أوجه أخرى منها.
- فيزياء نووية – يهتم بدراسة نواة الذرة من حيث خواص الجسيمات الأولية في النواة التي تحوي بروتونات ونيوترونات، بالإضافة إلى تفسير وتصنيف خصائص النواة وتفاعلات الأنوية الذرية.
- علم البصريات – فرع من فروع الفيزياء الذي يتضمن سلوك وخصائص الضوء، بما في ذلك تفاعلاته مع المادة وصناعة الأدوات التي تستخدم أو يتم الكشف بها.
- فيزياء الجسيمات – فرع الفيزياء التي تدرس خصائص وتفاعلات المكونات الأساسية للمادة والطاقة.
- علم الطبيعة النفسية – العلم الذي يبحث في العلاقات الوظيفية والكمِّية بين المُنبِّه والحواس.
- فيزياء البلازما – دراسة البلازما، وهي حالة من المادة مماثلة للغاز والتي يتأين بها جزء معين من الجسيمات.
- الفيزياء البوليمرية - التي تدرس البوليمرات وتقلباتها والخصائص الميكانيكية، فضلا عن حركية التفاعلات التي تتضمن على تفكك وبلمرة البوليمرات والمونومرات على التوالي.
- فيزياء الكم - فرع من الفيزياء يتعامل مع الظواهر الفيزيائية حيث العمل يكون على ترتيب ثابت بلانك.
- النسبية – نظرية في الفيزياء تصف العلاقة المكان والزمان.
- الإستاتيكا – هو فرع من الميكانيكا يهتم بدراسة وتحليل الأحمال (مثل القوى، وعزوم الفتل والدوران) في الأنظمة الفيزيائية في حالة التوازن السكوني، وهي الحالة التي لا تتغير فيها أماكن أجزاء النظام بمرور الوقت، أو أن عناصر النظام ذات سرعة ثابتة.
- فيزياء الحالة الصلبة - دراسة المادة الصلبة، أو المواد الصلبة، من خلال أساليب مثل ميكانيكا الكم، وعلم البلورات، والكهرومغناطيسية، والتعدين.
- الفيزياء النظرية - السعي إلى وصف الظواهر الفيزيائية بالنماذج الرياضية الصارمة والتجريدات المادية من أجل تحليل، وشرح، والتنبؤ بالعمليات الطبيعية.
- ديناميات المركبات - ديناميات المركبات، يفترض أن تكون المركبات الأرضية.

## تاريخ الفيزياء
تاريخ الفيزياء – تاريخ العلوم الفيزيائية التي تدرس المادة وحركتها خلال الزمكان والمفاهيم ذات الصلة مثل الطاقة والقوة.
- علم الصوت – تاريخ دراسة الموجات الميكانيكية في المواد الصلبة والسائلة والغازية (مثل الاهتزاز والصوت)
- فيزياء زراعية – تاريخ دراسة الفيزياء الطبقة على الأنظمة البيئية الزراعية
  - تاريخ فيزياء التربة - تاريخ دراسة الخصائص الفيزيائية للتربة ومعالجتها.
- تاريخ الفيزياء الفلكية – تاريخ دراسة الجوانب الفيزيائية للأجرام السماوية.
- تاريخ علم الفلك – تاريخ دراسة الكون ما وراء الأرض، بما في ذلك تكوينه وتنميته، وتطور الفيزياء، والكيمياء، والأرصاد الجوية، وحركة الأجسام السماوية (مثل المجرات والكواكب، الخ) والظواهر التي تنشأ خارج الغلاف الجوي للأرض (مثل الأشعة الكونية).
  - تاريخ الفلكية - تاريخ تطبيق المقذوفات والميكانيكا للمشاكل العملية المتعلقة بحركة الصواريخ وغيرها من المركبات الفضائية.
  - تاريخ علم القياسات الفلكية – تاريخ فرع علم الفلك الذي يتضمن قياسات دقيقة لمواقع وحركات النجوم والأجرام السماوية الأخرى.
  - تاريخ علم الكون – تاريخ الانضباط الذي يتعامل مع طبيعة الكون ككل.
  - تاريخ علم الفلك خارج المجرة - تاريخ فرع علم الفلك المعني مع الأشياء خارج مجرتنا درب التبانة.
  - تاريخ علم الفلك المجرة - تاريخ دراسة مجرة درب التبانة الخاصة بنا وجميع محتوياتها.
  - تاريخ علم الكون الفيزيائي – تاريخ دراسة أكبر هياكل وديناميكيات الكون على نطاق واسع، وهي تعنى بالأسئلة الأساسية حول تشكيلها وتطورها.
  - تاريخالعلوم الكوكبية – تاريخ الدراسة العلمية للكواكب (بما في ذلك الأرض)، والأقمار، وأنظمة الكواكب، ولا سيما النظم الشمسية والعمليات التي تكونها.
  - تاريخ علم الفلك – تاريخ العلوم الطبيعية التي تتناول دراسة الأجسام السماوية (مثل النجوم والكواكب والمذنبات والسدم ومجموعات النجوم والمجرات) والظواهر التي تنشأ خارج الغلاف الجوي للأرض (مثل إشعاع الخلفية الكونية).
- تاريخ فيزياء الغلاف الجوي - تاريخ دراسة تطبيق الفيزياء في الغلاف الجوي.
- تاريخ الفيزياء الذرية والجزيئية والبصرية – تاريخ دراسة كيفية تفاعل المادة والضوء
- تاريخ الفيزياء الحيوية – تاريخ دراسة العمليات الفيزيائية المتعلقة بعلم الأحياء.
  - تاريخ الفيزياء الطبية - تاريخ تطبيق مفاهيم ونظريات الفيزياء في الطب.
  - تاريخ الفيزياء العصبية - تاريخ فرع الفيزياء الذي يتعامل مع الجهاز العصبي.
- تاريخ الفيزياء الكيميائية - تاريخ فرع الفيزياء الذي يدرس العمليات الكيميائية من وجهة نظر الفيزياء.
- تاريخ الفيزياء الحسابية - تاريخ دراسة وتنفيذ الخوارزميات العددية لحل المشاكل في الفيزياء التي توجد نظرية كمية بالفعل.
- تاريخ فيزياء المواد المكثفة – تاريخ دراسة الخصائص الفيزيائية للمراحل المكثفة للمادة.
- تاريخ التجميد - تاريخ التجميد هو دراسة إنتاج درجة حرارة منخفضة جدا (أقل من -150 درجة مئوية، -238 درجة فهرنهايت أو 123K) وسلوك المواد في تلك درجات الحرارة.
- ديناميكية - تاريخ دراسة أسباب الحركة والتغيرات في الحركة.
- تاريخ الفيزياء الاقتصادية – تاريخ مجال البحث متعدد التخصصات، وتطبيق النظريات والأساليب التي وضعت أصلا من قبل الفيزيائيين من أجل حل المشاكل في الاقتصاد.
- تاريخ نظرية الكهرومغناطيسية – تاريخ فرع العلوم المعنية بالقوى التي تحدث بين الجسيمات المشحونة كهربائيا.
- تاريخ الجيوفيزياء - تاريخ فيزياء الأرض وبيئتها في الفضاء؛ وكذلك دراسة الأرض باستخدام أساليب الفيزياء الكمية.
- تاريخ فيزياء المواد - تاريخ استخدام الفيزياء لوصف المواد في العديد من الطرق المختلفة مثل القوة والحرارة والضوء والميكانيكا.
- تاريخ الفيزياء الرياضية - تاريخ تطبيق الرياضيات على المشاكل في الفيزياء وتطوير الأساليب الرياضية لهذه التطبيقات وصياغة النظريات الفيزيائية.
- تاريخ الميكانيكا – تاريخ فرع الفيزياء المعني بسلوك الأجسام الجسدية عند التعرض للقوى أو الإزاحة، والآثار اللاحقة للأجسام على بيئتها.
  - تاريخ الميكانيكا الحيوية – تاريخ دراسة هيكل ووظيفة النظم البيولوجية مثل البشر والحيوانات والنباتات والأعضاء والخلايا عن طريق أساليب الميكانيكا.
  - تاريخ الميكانيكا الكلاسيكية - تاريخ واحد من اثنين من المجالات الفرعية الرئيسية للميكانيكا، والتي تعنى بمجموعة من القوانين الفيزيائية التي تصف حركة الأجسام في إطار نظام من القوى.
  - تاريخ الميكانيكا المتواصلة - تاريخ فرع الميكانيكا التي تتعامل مع تحليل الكينماتيكا (علم الحركة المجرده) والسلوك الميكانيكي للمواد على شكل كتلة مستمرة بدلا من جسيمات منفصلة.
  - تاريخ ميكانيكا السوائل - تاريخ دراسة السوائل والقوى عليها.
  - تاريخ ميكانيكا الكم - تاريخ فرع الفيزياء الذي يتعامل مع الظواهر الفيزيائية حيث يكون العمل على ترتيب ثابت بلانك.
  - تاريخ الديناميكا الحرارية - تاريخ فرع العلوم الفيزيائية المعنية بالحرارة وعلاقتها بأشكال أخرى من الطاقة والعمل.
- تاريخ الفيزياء النووية – تاريخ مجال الفيزياء الذي يدرس اللبنات والتفاعلات من النوى الذرية.
- تاريخ علم البصريات – تاريخ فرع الفيزياء الذي ينطوي على سلوك وخصائص الضوء، بما في ذلك تفاعلاته مع المادة وبناء الأدوات التي تستخدمها أو تكشف عنها.
- تاريخ فيزياء الجسيمات - تاريخ فرع الفيزياء الذي يدرس وجود وتفاعلات الجسيمات التي هي مكونات ما يشار إليه عادة باسم المادة أو الإشعاع.
- تاريخ علم الطبيعة النفسية – تاريخ التحقيقات الكمية في العلاقة بين المحفزات المادية والأحاسيس والتصورات التي تؤثر عليها.
- تاريخ فيزياء البلازما - تاريخ حالة المادة المماثلة للغاز الذي يتأين فيه جزء معين من الجسيمات.
- تاريخ فيزياء البوليمر - تاريخ مجال الفيزياء الذي يدرس البوليمرات وتقلباتها والخصائص الميكانيكية، فضلا عن حركية ردود الفعل التي تنطوي على تفكك وبلمرة البوليمرات والمونومرات .
- تاريخ الفيزياء الكم - تاريخ فرع الفيزياء التعامل مع الظواهر الفيزيائية حيث العمل على ترتيب ثابت بلانك.
- نظرية النسبية - تاريخ النظرية النسبية الخاصة والنظرية العامة.
  - تاريخ النسبية الخاصة - تاريخ دراسة العلاقة بين المكان والزمان في غياب الجاذبية.
  - تاريخ النسبية العامة - تاريخ النظرية غير الكمية للجاذبية
- تاريخ الساكنة - تاريخ فرع الميكانيكا المعنية بتحليل الأحمال (القوة، العزم / اللحظة) على الأنظمة الفيزيائية في التوازن الساكن، أي في الحالة التي لا تتغير فيها المواضع النسبية للنظم الفرعية بمرور الوقت، أو حيث المكونات والأجسام تكون في سرعة ثابتة.
- تاريخ فيزياء الحالة الصلبة - تاريخ دراسة المادة الصلبة، أو المواد الصلبة، من خلال أساليب مثل الميكانيكا الكمية، وعلم البلورات، والكهرومغناطيسية، والتعدين.
- تاريخ ديناميكية المركبات - تاريخ ديناميات المركبات، يفترض هنا أن تكون المركبات الأرضية.

## مفاهيم عامة للفيزياء

### المبادئ الأساسية للفيزياء
الفيزياء - فرع من العلوم التي تدرس المادة[بحاجة لمصدر] وحركتها خلال الزمان والمكان، إلى جانب المفاهيم ذات الصلة مثل الطاقة والقوة. الفيزياء هي واحدة من «العلوم الأساسية» لأن العلوم الطبيعية الأخرى (مثل علم الأحياء والجيولوجيا وما إلى ذلك.) تتعامل مع النظم الأخرى التي تخضع لقوانين الفيزياء. ووفقا للفيزياء، والقوانين المادية للمادة والطاقة والقوى الأساسية للطبيعة التي تحكم التفاعلات بين الجسيمات والكيانات المادية (مثل الكواكب والجزيئات والذرات أو الجسيمات دون الذرية). وتشمل بعض المساعي الأساسية للفيزياء، والتي تشمل بعض أبرز التطورات في العلوم الحديثة في الألفية الأخيرة، ما يلي:
- وصف الطبيعة،
  - قوانين نيوتن للحركة
  - الكتلة، القوة والوزن
  - الزخم وحفظ الطاقة
  - الجاذبية، ونظريات الجاذبية
  - الطاقة، الشغل، وعلاقتهما المتبادلة
  - الحركة، الموقع، والطاقة
  - الأشكال المختلفة للطاقة، طرق تحول الطاقة وشكل فقد الطاقة في صورة حرارية (Thermodynamics).
  - حفظ الطاقة، تحول الطاقة، والنقل.
  - مصدر الطاقة وذلك يعني تحول الطاقة من مصدر/شكل إلى شكل آخر
- نظرية الحركة الحرارية
- الطور والتحول الطوري
  - درجة الحرارة والمقياس الحراري
  - الطاقة والحرارة
  - التدفق الحراري: التوصيل الحراري، الحمل، والإشعاع الحراري
  - قوانين الديناميكا الحرارية الثلاثة
- مبادئ الموجات والصوت
- مبادئ الكهربائية، المغناطيسية، والكهرومغناطيسية
- مبادئ، مصادر، وخصائص الضوء
- الكميات الأساسية
  - تسارع
  - شحنة كهربائية
  - طاقة
  - إنتروبيا
  - قوة
  - طول
  - كتلة
  - مادة
  - زخم الحركة
  - طاقة وضع
  - مكان
  - درجة الحرارة
  - زمن
  - سرعة متجهة

الجاذبية، الضوء، النظام الفيزيائي، الملاحظة العلمية، الكمية الفيزيائية، حالة المادة، وحدة القياس، فيزياء نظرية، التجربة
المفاهيم النظرية تكافؤ كتلة-طاقة، جسيم أولي، مجال فيزيائي، قانون فيزيائي، قوة أساسية، ثابت فيزيائي، موجة

### نظرة عامة
الفيزياء تعد هذه قائمة من النظريات الأساسية في الفيزياء، الموضوعات الفرعية الرئيسية، والمفاهيم الفيزيائية.
| النظرية                           | الموضوعات الفرعية الرئيسية | المفاهيم |
| --------------------------------- | --- | --- |
| الميكانيكا الكلاسيكية             | قوانين نيوتن للحركة، الميكانيكا لاغرانجيان، الميكانيكا هاميلتونيان، الحركية، الاستاتيكا، ديناميات، نظرية الفوضى، الصوتيات، ديناميات السوائل، الميكانيكا المستمرة | القوة، الزخم، القوة، الزخم الزاوي، العزم، قانون الحفظ، المذبذب التوافقي، الموجة، العمل، القوة، القوة، الزخم، القوة، القوة                                                                   |
| الكهرومغنطيسية                    | كهروستاتيكا، كهرومغناطيسية تقليدية، كهرباء، مغناطيسية، معادلات ماكسويل، بصريات                                                                                   | سعة كهربية، شحنة كهربائية، electric current، موصلية كهربائية، حقل كهربائي، سماحية، مقاومة وموصلية كهربائية، مجال كهرومغناطيسي، حث كهرومغناطيسي، موجة كهرومغناطيسية، سطح غاوسي، حقل مغناطيسي |
| نظرية النسبية                     | النسبية الخاصة، النسبية العامة، معادلات أينشتاين للمجال | تناظر لورينتز، مبدأ التكافؤ، مبدأ النسبية، جاذبية (فيزياء)، زمكان |
| ديناميكا حرارية وميكانيكا إحصائية | محرك حراري، حركة حرارية | ثابت بولتزمان، محتوى حراري، إنتروبيا، حرارة، درجة حرارة |
| ميكانيكا الكم                     | معادلة شرودنغر، نظرية الحقل الكمومي | تقريب بورن-أوبنهايمر، جسيم حر، هاملتوني |

### المفاهيم عبر المجال
| المجال                     | الحقول الفرعية                                                                                 | النظريات الرئيسية | المفاهيم |
| -------------------------- | ---------------------------------------------------------------------------------------------- | --- | --- |
| فيزياء الجسيمات            | فيزياء المسرعات، فيزياء نووية، فيزياء الجسيمات الفلكية، دراسة الظواهر                          | نظرية النموذج العياري، نظرية الحقل الكمومي، ديناميكا لونية كمية، تآثر كهروضعيف، نظرية المقياس، تناظر فائق، النظرية الموحدة العظمى، نظرية الأوتار الفائقة، نظرية-إم | قوة أساسية (جاذبية (فيزياء)، كهرومغناطيسية، قوة نووية ضعيفة، تآثر قوي)، جسيم أولي، لف مغزلي، مادة مضادة، كسر التناظر التلقائي، جاذبية كمية، نظرية كل شيء، طاقة الفراغ |
| فيزياء ذرية وجزيئية وبصرية | فيزياء ذرية، فيزياء جزيئية، الفيزياء الفلكية الذرية والجزيئية، فيزياء كيميائية، بصريات، ضوئيات | بصريات الكم، كيمياء الكم | ذرة، جزيء، حيود، موجة كهرومغناطيسية، ليزر، استقطاب (فيزياء)، خط طيفي، تأثير كازيمير                                                                                   |
| فيزياء المواد المكثفة      | فيزياء الجوامد، تقنية النانو، فيزياء البوليمرات                                                | غاز فيرمي | طور (مادة)، مغناطيسية، لف مغزلي، كسر التناظر التلقائي |
| فيزياء فلكية               | علم الكون الفيزيائي، الجاذبية، علم فلك الطاقة العالية                                          | الانفجار العظيم، قانون الجذب العام لنيوتن | جاذبية (فيزياء)،ثقب أسود |

## مشاهير في الفيزياء

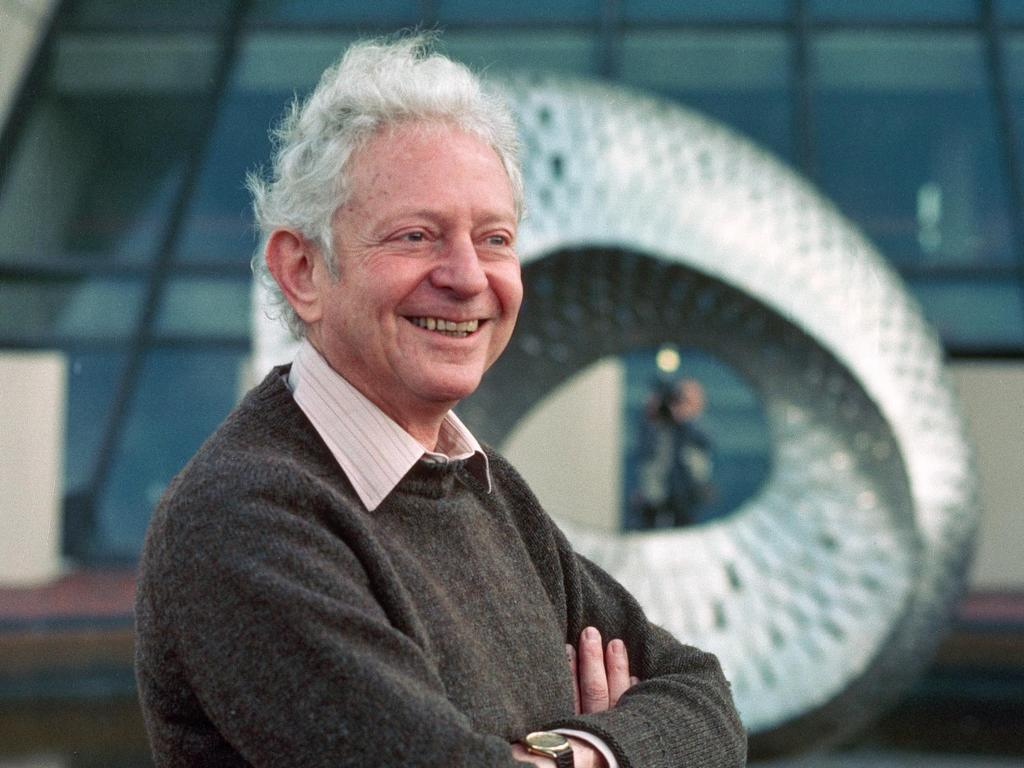
ليون ليدرمان

- أرخميدس – اكتشف قوانين الموائع وطور قانون الطفو.
- [8]
- ابن الهيثم – يلقب بأب البصريات وقام باكتشاف الانعكاس والإنكسار.
- غاليليو غاليلي – «أب الفيزياء الحديثة».
- إسحاق نيوتن – وضع أساسيات الميكانيكا الكلاسيكية، وقدم مساهمات كبيرة في مجال البصريات وحساب التفاضل والتكامل المشترك . غالبا ما يعتبر أعظم الفيزيائين في كل العصور.
- جيمس كليرك ماكسويل - وضع مجموعة من المعادلات التي توحد الملاحظات غير ذات الصلة مسبقا، والتجارب، ومعادلات الكهرباء والمغناطيسية والبصريات إلى نظريات مترابطة.
- ألبرت أينشتاين – يعد من أكبر علماء القرن العشرين. حيث قام بوضع نظريات النسبية الخاصة والعامة وأثبت أن وجود الذرات لا شك فيه.
- نيلز بور – قدم مساهمات أساسية في فهم بنية الذرة وميكانيكا الكم. ويعتبر على نطاق واسع من أعظم الفيزيائيين في القرن العشرين.
- روبرت أوبنهايمر – «يلقب بوالد القنبلة الذرية.»
- ريتشارد فاينمان – وسع نظرية الكهروديناميكا الكمية، وقام بتطوير الأداة المعروفة باسم مخطط فاينمان.
- ستيفن هوكينج – قدم مساهمات أساسية لفيزياء الثقب الأسود وعلم الكونيات. كما قام بتأليف كتب واسعة الشهرة حول هذه الموضوعات.

## قوائم
فهرس المقالات الفيزيائية
- قائمة الرموز المستخدمة في الفيزياء
- قائمة المعادلات في الميكانيكا الكلاسيكية
- قائمة بالمنشورات الهامة في الفيزياء
- قوانين العلم
- قائمة الأحرف المستخدمة في الرياضيات والعلوم
- قائمة مواضيع الضجيج
- قائمة بالموضوعات البصرية
- قائمة الفيزيائيين
- قائمة المجلات الفيزيائية
- قائمة بالوحدات العلمية المسماة على أسماء بعض الأشخاص
- فهرس مقالات الموجات
- قائمة الرموز المستخدمة في الفيزياء

## وصلات خارجية
- AIP.org is the website of the American Institute of Physics
- IOP.org is the website of the Institute of Physics
- APS.org is the website of the American Physical Society
- SPS National is the website of the American Society of Physics Students
- CAP.ca is the website of the Canadian Association of Physicists
- EPS.org is the website of the European Physical Society
- Meta Institute for Computational Physics - Popular Talks
- Physics | Channel | MIT Video
- How to become a GOOD Theoretical Physicist نسخة محفوظة 29 يونيو 2016 على موقع واي باك مشين., a website with outline of theoretical physics by Gerard 't Hooft
- The Feynman Lectures on Physics, 3 vols., free online, Caltech & The Feynman Lectures Website
- Resource recommendations - List of freely available physics books - Physics Stack Exchange